# Pelyhes pókhálósgomba
A pelyhes pókhálósgomba (Cortinarius hemitrichus) a pókhálósgombafélék családjába tartozó, Európában és Észak-Amerikában elterjedt, lomberdőkben élő, nem ehető gombafaj. 

## Megjelenése
A pelyhes pókhálósgomba kalapja 2-5 cm széles, alakja fiatalon kúpos, később domború vagy harangszerű, a közepén többnyire tompa vagy hegyesebb púp található, a púp néha hiányzik. Színe nedvesen fahéj- vagy gesztenyebarna, szárazon szürkésbarna-barna. Felületét fehér rostszálak borítják, amelyeket hamar lekophatnak.
Húsa vizenyős, színe barnás. Íze enyhe, szaga nincs. 
Széles, viszonylag ritka lemezei tönkhöz nőttek. Színük fiatalon szürkés-okkeres, később fahéjszínű.
Tönkje 5-6 cm magas és 0,3-0,6 cm vastag. Alakja hengeres, karcsú. Felszíne halványszürkés, selymes rostszálakkal borított; közepén gyakran található múlékony fehér gyűrűzóna.
Spórapora rozsdabarna. Spórája ellipszis alakú vagy tojásdad, felülete finoman szemölcsös, mérete 8-10 x 4,5-6 µm. 

### Hasonló fajok
A muskátliszagú pókhálósgomba főleg lucfenyő alatt nő, kalapja csúcsos és erős muskátliszaga van.. 

## Elterjedése és termőhelye
Európában és Észak-Amerikában honos. Magyarországon ritka.
Nedves talajú lombos és vegyes erdőkben él, sokszor nyírfa alatt. Augusztustól októberig terem.  

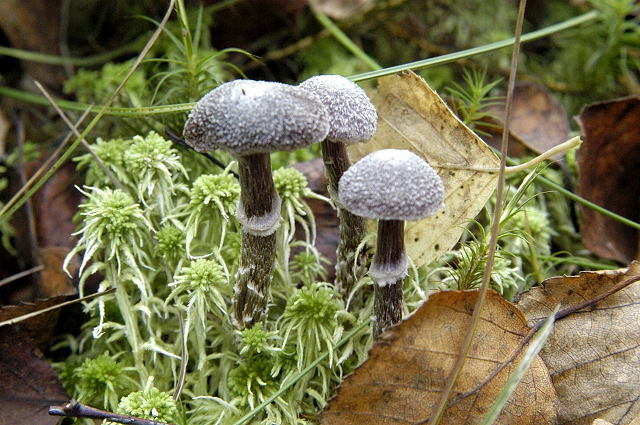
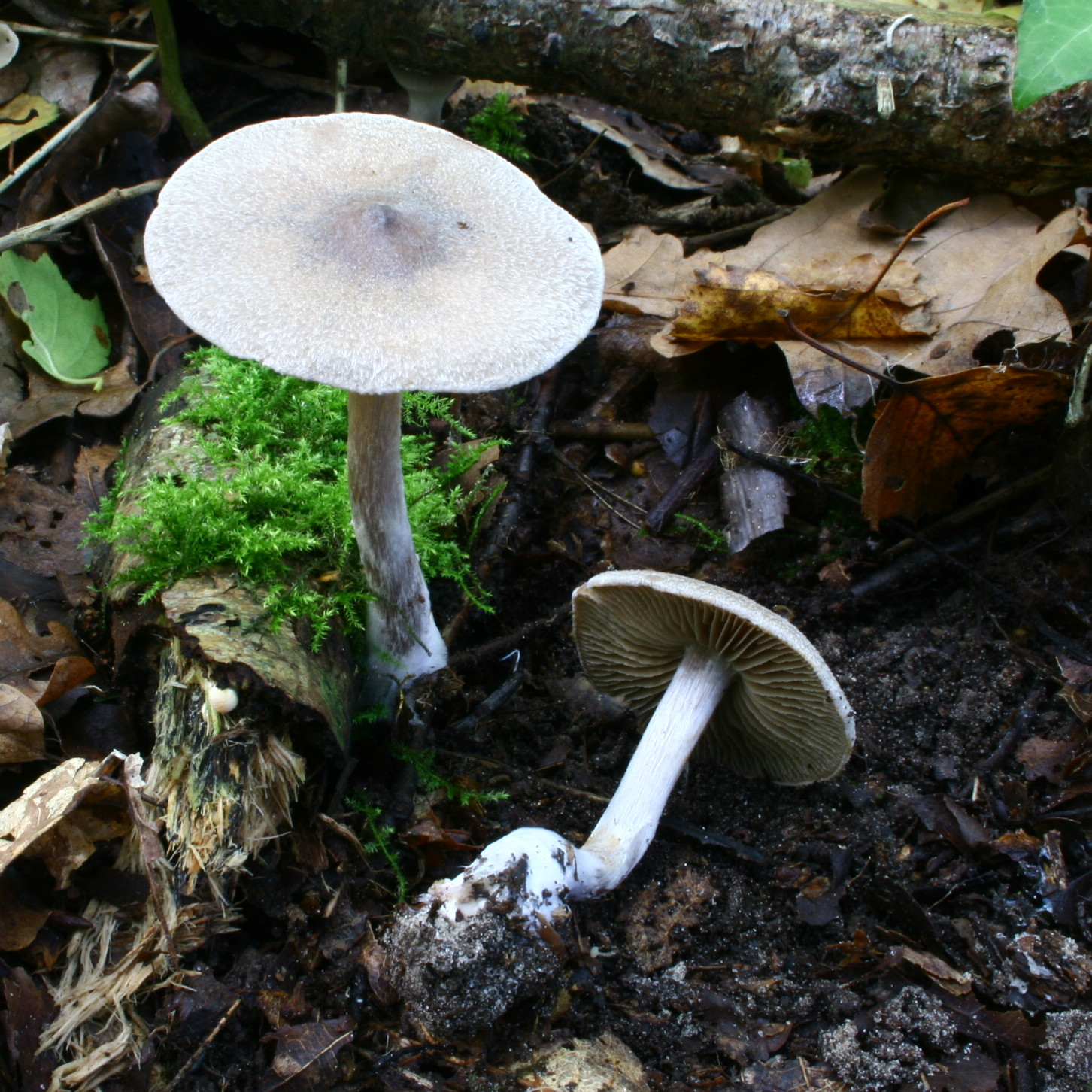
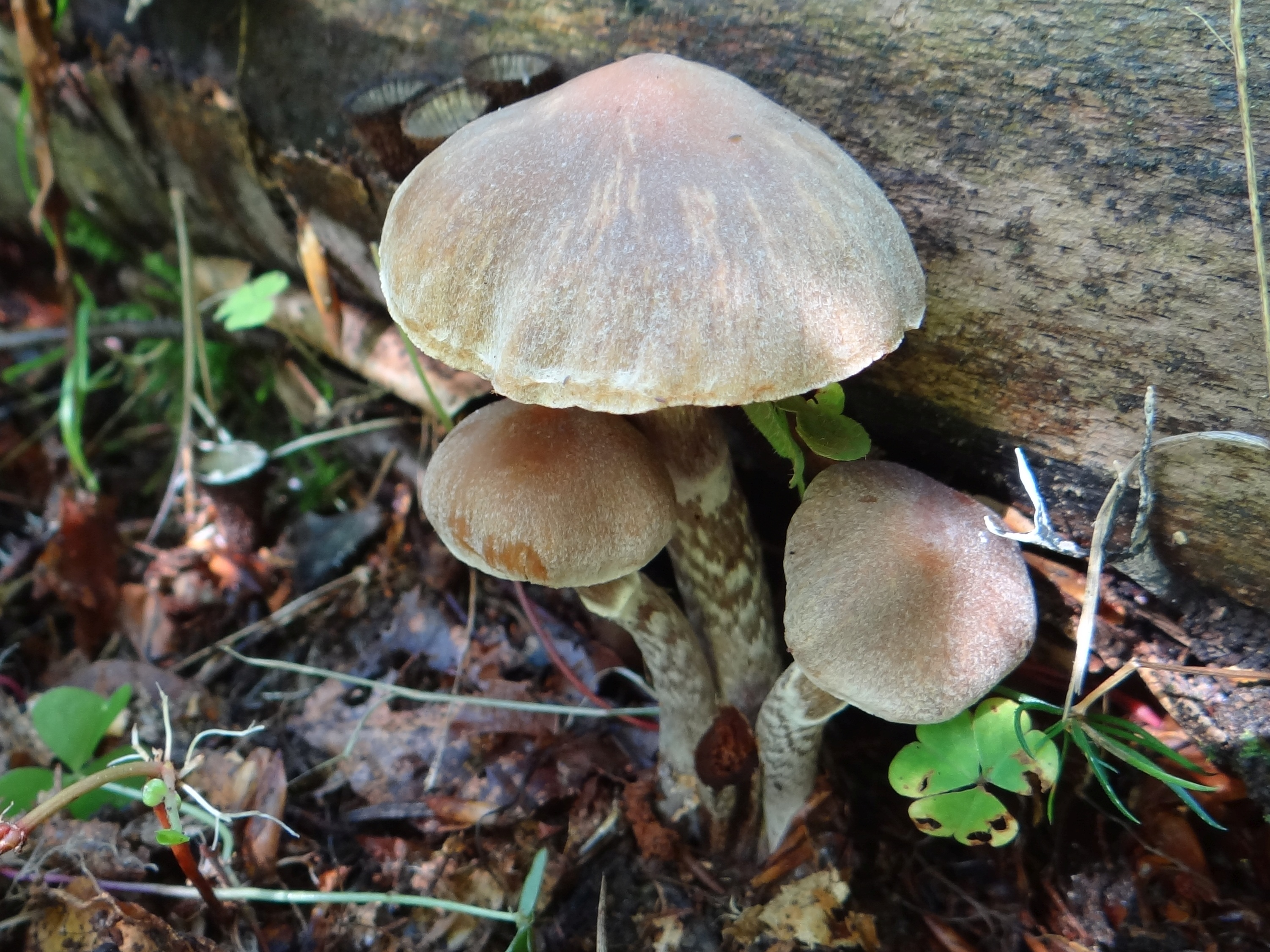
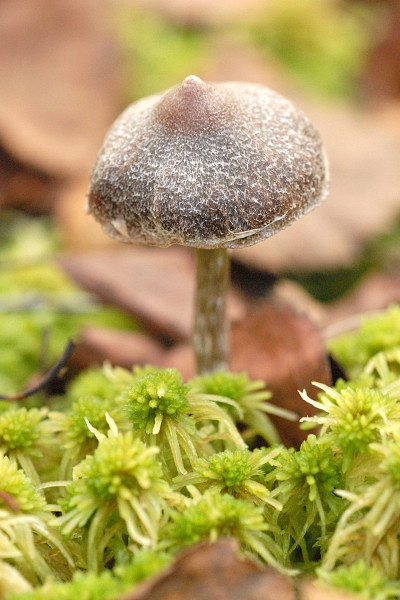
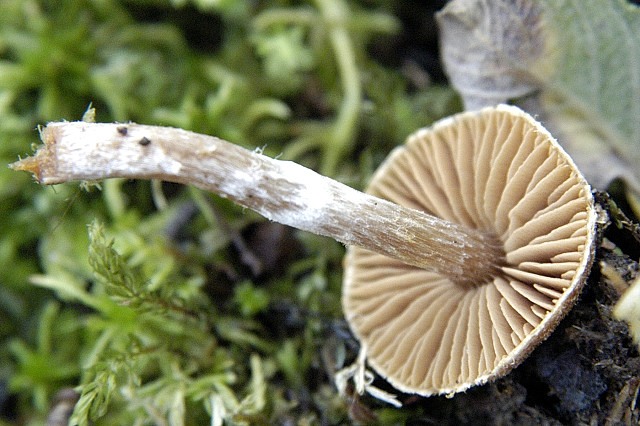

Nem ehető. 